# Trattato tedesco-rumeno per lo sviluppo delle relazioni economiche tra i due paesi
Il trattato tedesco-rumeno per lo sviluppo delle relazioni economiche tra i due paesi fu un accordo economico bilaterale firmato tra i governi tedesco e rumeno a Bucarest il 23 marzo 1939. L'accordo stabiliva il controllo tedesco sulla maggior parte degli aspetti dell'economia rumena, costringendo così il governo rumeno ad unirsi alle Potenze dell'Asse in un secondo momento. Secondo un rapporto contemporaneo del Time Magazine, "in nessun caso dei tempi moderni uno Stato ha fatto concessioni economiche così umilianti e di vasta portata ad un altro" come la Romania con la Germania, la stessa pubblicazione considerava che trasformasse la Romania in una "dipendenza tedesca".
Le ratifiche vennero scambiate a Berlino il 20 dicembre 1939 e l'accordo entrò in vigore il 20 gennaio 1940. Venne registrato nel League of Nations Treaty Series il 17 gennaio 1940.

## Antefatti
Tra la fine del 1938 e l'inizio del 1939, il governo tedesco sotto Hitler stava realizzando alcuni dei suoi piani per i cambiamenti territoriali in Europa, che diedero al Reich tedesco più territorio per l'espansione economica. Come parte di tale processo, la Cecoslovacchia venne invasa il 15 marzo 1939. Inoltre, il governo tedesco bramava i giacimenti petroliferi della Romania e desiderava ottenere la cooperazione militare romena in caso di guerra.

## I termini dell'accordo
L'accordo prevedeva la consegna di varie merci rumene in Germania nei settori dell'agricoltura, del legname e del petrolio. In cambio, il governo tedesco s'impegnava a fornire al governo rumeno la competenza tecnica e l'equipaggiamento militare che avrebbe potuto essere necessario. L'accordo concedeva anche vantaggi commerciali alle imprese tedesche in Romania, sotto forma di zone di libero scambio. L'accordo era previsto per un periodo decennale, con la possibilità di proroga.

## Conseguenze
L'accordo rafforzò economicamente il Terzo Reich e mise a sua disposizione le risorse della Romania nel momento in cui Hitler intendeva invadere la Polonia. Il governo britannico venne allarmato da quello sviluppo e il 13 aprile 1939 s'impegnò nella difesa della Romania da progetti aggressivi tedeschi sulla sua sovranità. Tuttavia, il governo rumeno valutò che il sostegno britannico non sarebbe stato efficace e questa valutazione sembrò ancora più realistica dopo l'occupazione tedesca della Polonia nel settembre del 1939 e della Francia nel maggio-giugno 1940 e, allo stesso tempo, della ritirata britannica dal continente. Di conseguenza, il governo rumeno decise di collaborare con il governo tedesco e nello stesso anno si unì alle Potenze dell'Asse.